# Jean-Yves Welschinger

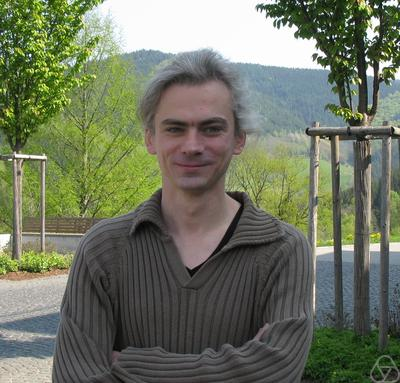
Jean-Yves Welschinger, 2011

Jean-Yves Welschinger (* 11. Oktober 1974) ist ein französischer Mathematiker.

## Leben
Welschinger wurde 2000 an der Universität Straßburg bei Viatcheslav Kharlamov promoviert (Courbes algebriques reelles et courbes flexibles sur les surfaces reglers). 2001 bis 2003 war er Agrégé préparateur an der École normale supérieure de Lyon. Seit 2003 ist er Chargé de Recherches der CNRS und seit 2009 Forschungsdirektor. 2004 war er am MSRI und 2007 Gastprofessor an der Stanford University. 2008 habilitierte er sich in Lyon (Invariants entiers en géométrie énumérative réelle). Er ist am Institut Camille Jordan der Universität Lyon.
Welschinger beschäftigt sich mit reeller algebraischer Geometrie, symplektischer Geometrie (Floer-Homologie, symplektische Feldtheorie, Gromov-Witten-Invariante, Pseudoholomorphe Kurven) und abzählender Geometrie. In der symplektischen Geometrie führte er Welschinger-Invarianten in die Theorie pseudoholomorpher Kurven ein. Sie hat Anwendungen in der abzählenden Geometrie rationaler reeller Funktionen in der Ebene und insbesondere lässt sich so die Antwort auf eine Vermutung von Michel Chasles über die Anzahl der fünf gegebene, sich nicht schneidende Kegelschnitte in der Ebene berührende Kegelschnitte verfeinern. Nach Jonquières (1859) waren das 3264 im Komplexen, Welschinger konnte im Reellen eine untere Schranke von 32 beweisen.
2008 erhielt er den Prix Ernest Déchelle der französischen Akademie der Wissenschaften und 2009 die Bronzemedaille der CNRS. 2010 war er Invited Speaker auf dem Internationalen Mathematikerkongress in Hyderabad (Indien) (Invariants entiers en geometrie enumerative réelle).